# Haus der Natur, Salzburg
Haus der Natur (Naravoslovna hiša) je naravoslovni in tehnični muzej v Salzburgu v Avstriji.
Stoji v levem delu starega mestnega jedra in je na seznamu stavb Unescove dediščine kot Zgodovinsko središče mesta Salzburg.

## Zgodovina in arhitektura
Haus der Natur je leta 1924 na zasebno pobudo ustanovil zoolog Eduard Paul Tratz (1888–1977) kot Muzej uprizoritvenega in uporabnega naravoslovja. Tratz je hišo vodil od njene ustanovitve v letih 1924 do 1945 in od 1949 do 1976. Potem je bil Eberhard Stüber direktor hiše 33 let. 1. julija 2009 je upravljanje prevzel Norbert Winding. Muzejem še vedno upravlja Združenje Hiša narave - Muzej narave in tehnologije (Verein Haus der Natur – Museum für Natur und Technik).
Po prvi svetovni vojni je bila Haus der Natur postavljena v hlevu, kjer je danes Velika festivalska dvorana. Leta 1959 se je preselila v Uršulinski samostan, ki so ga leta 1957 preselili v Glasenbach, v letih 1713–26 pa ga je zgradil Fischer von Erlach. Dvorana dinozavrov je bila zgrajena na dvorišču, stranski vhod (vhod za zaposlene) je stari segmentni portalni lok v Gstättengasse.
Po splošni prenovi in ponovni vzpostavitvi znanstvenega središča v nekdanjem muzeju Carolino Augusteum (občinska kašča, tam od leta 1834, danes Salzburški muzej v  Novi Rezidenci). Hiša muzeja C.A., ki se razteza na muzejskem trgu proti Franz-Josefs-Kai, je bila povezana z dostopno stavbo z uršulinskim traktom. Tako je nastala notranja povezava in novo popolnoma zastekljeno stopnišče z integriranim dvigalom. 
Novo stavbo je zasnoval salzburški arhitekt Fritz Lorenz. Muzej je bil ponovno odprt 27. junija 2009.
Leta 1993 so šteli 294.257 obiskovalcev. Leta 2010 je bilo več kot 500.000 obiskovalcev.

## Obdobje nacionalsozializma
V obdobju nacionalsocializma je bil muzej vključen v raziskovalno organizacijo SS »Ahnenerbe« (dedna dediščina) in je sodeloval tudi v kampanjah kulturnega ropa v Srednji in Vzhodni Evropi pod vodstvom Tratza. 

## Zbirke in eksponati, pridružene ustanove
Obiskovalcem ponuja na več kot 80 razstavnih salonih prikaz najrazličnejših področjih žive in nežive narave. Muzej je svetovno znan predvsem po številnih dioram - prikaz, v katerem so prizori z vzorčnimi figurami in pokrajinami prikazani ob pogosto polkrožni, naslikani podlagi. Magneti za obiskovalce So dvorana dinozavrov s premično repliko Allosaurusa, akvarij z več kot štiridesetimi posodami, vesoljska dvorana, razstava ledene dobe, itd.
Haus der Natur je tudi sedež več znanstvenih delovnih skupin: entomologija, herpetologija, ornitologija, mineralogija in paleontologija, botanika, astronomija. Del Haus der Natur je tudi Hochalpine Forschungsstation im Wilfried-Haslauer-Haus (visokoalpska raziskovalna postaja Wilfried-Haslauer-Haus) v sodelovanju z narodnim parkom Visoke Ture na Grossglocknerju in Salzburški ljudski observatorij v Voggenbergu pri Bergheimu (območje mesta Salzburg) in na Haunsbergu.
Baza podatkov o biotski raznovrstnosti v Haus der Natur vsebuje približno 1.100.000 podatkov o porazdelitvi cvetočih rastlin, vretenčarjev, metuljev, hroščev in drugih skupin živali in rastlin v zvezni deželi Salzburg in sosednjih regijah.